# Patharia
Patharia là một thị xã và là một nagar panchayat của quận Damoh thuộc bang Madhya Pradesh, Ấn Độ.

## Địa lý
Patharia có vị trí 23°54′B 79°12′Đ / 23,9°B 79,2°Đ Nó có độ cao trung bình là 358 mét (1174 feet).

## Nhân khẩu
Theo điều tra dân số năm 2001 của Ấn Độ, Patharia có dân số 17.182 người. Phái nam chiếm 53% tổng số dân và phái nữ chiếm 47%. Patharia có tỷ lệ 66% biết đọc biết viết, cao hơn tỷ lệ trung bình toàn quốc là 59,5%: tỷ lệ cho phái nam là 75%, và tỷ lệ cho phái nữ là 57%. Tại Patharia, 15% dân số nhỏ hơn 6 tuổi.